# Миёхимэ
Миёхимэ (яп. 美代姫) или Энкю Мёгэцу (яп. 圓久妙月) — японская женщина-воин (онна-бугэйся) позднего периода Сэнгоку, бывшая вассалом рода Рюдзодзи. После гибели своего мужа и Рюдзодзи Таканобу в битве при Окитанаватэ она стала хозяйкой замка Камафунацу и главой клана Хякутакэ.

## Биография
Миёхимэ родилась в 1553 году. Она была женой Хякутакэ Томоканэ, хозяина замка Камафунацу и вассала клана Рюдзодзи. Родовое имя «Хякутакэ» переводится как «100 воинов», которое ему было дано за доблесть, проявленную в боях. Говорили, что он обладал мастерством 100 воинов.
Во время сражений с кланом Отомо Миёхимэ билась при помощи нагинаты и сама вела воинов в бой, защищая свой замок. В 1570 году она помогала Набэсиме Наосигэ в обороне замка Сага, когда тот был окружён 60-тысячной армией клана Отомо. Предположительно Миёхимэ командовала солдатами, сражавшимися у ворот замка.
Когда Рюдзодзи Таканобу атаковал клан Арима в 1582 году, Симадзу Ёсихиса объявил войну клану Рюдзодзи. В битве при Окитанаватэ 3 мая 1584 года армия Симадзу и Аримы под командованием Симадзу Иэхисы двинулась на Симабару. Армия Рюдзодзи была хорошо вооружена мушкетами и наводила страх на противника. Миёхимэ и её муж обороняли замок. Когда Симадзу заманивали Рюдзодзи в ловушку, изображая ложное отступление, Таканобу повёл свои войска на преследование Симадзу. Солдаты же Симадзу напали на Таканобу с тыла и сумели обезглавить его. Томоканэ также погиб в бою. Миёхимэ стала буддийской монахиней и сменила имя на Энкю-ни. Однако Наосигэ приказал ей заняться защитой замка мужа, поэтому она вернулась в Камафунацу с небольшим гарнизоном. В сентябре Татибана Досэцу и Такахаси Сигэтанэ восстали против клана Рюдзодзи. Миёхимэ успешно обороняла от них замок Камафунацу, очистив его от неприятеля с помощью подкреплений от Накано Киёаки. Одержав победу, она отказалась от своей роли защитника замка на основании того, что это несовместимо с положением монахини.
Отказавшись от военной карьеры, она, вероятно, оставшиеся годы своей жизни пробыла буддийской монахиней. Энкю-ни сумела пережить окончание Эпохи воюющих провинций, умерев 16 августа 1615 года, через несколько месяцев после завершения осады Осаки, последней битвы, которая положила конец периоду Сэнгоку и явилась началом сёгуната Токугава.